# چاگاه میلاس
چاهگاه میلاس، روستایی از توابع بخش مرکزی شهرستان لردگان در استان چهارمحال و بختیاری ایران است. روستاهای نزدیک به این روستا عبارتند از:باغ نار میلاس، دهنو میلاس، برآفتاب میلاس، تل ماران.

## جمعیت
این روستا در دهستان میلاس قرار دارد و براساس سرشماری مرکز آمار ایران در سال ۱۳۸۵، جمعیت آن ۴۷۱ نفر (۹۲خانوار) بوده‌است. در چند سال اخیر سیل مهاجرت به این روستا خصوصاً از مناطق پشت کوه میلاس افزایش یافته‌است و باعث افزایش نرخ رشد جمعیت روستا شده‌است.